# Represa de Guarapiranga
La presa de Guarapiranga es un embalse de agua potable situado en la frontera entre los municipios de São Paulo (Zona Sur), Itapecerica da Serra y Embu-Guaçu, en el estado de São Paulo, Brasil.
El embalse suministra agua a más de 4 millones de personas en el estado. Sólo acostumbra a ser noticia en periodos de sequía o cuando los ecologistas dan la voz de alarma por la contaminación de los manantiales que la abastecen. También se utiliza para controlar las crecidas de los ríos de la región y como lugar de deportes náuticos y ocio a lo largo de sus 28 kilómetros de orillas. En sus alrededores hay varios clubes náuticos, como el São Paulo Yacht Club, Yacht Club Paulista, Yacht Club Itaupú, Clube de Campo Castelo, Clube de Campo de São Paulo y el Yacht Club Santo Amaro, cuna de varios campeones de vela.

## Toponimima
El topónimo "Guarapiranga" deriva del término tupí antiguo gûarapiranga, que significa guará rojo (gûará, guarás + pirang, rojo + a, sufijo). El guará, también conocido en Brasil como guará-vermelho, es un pájaro que nace negro y se vuelve rojo a medida que crece.

## Historia
Inicialmente conocida como "Represa de Santo Amaro", la construcción de Guarapiranga comenzó en 1906 por iniciativa de la São Paulo Tramway, Light and Power Company y se completó en 1908 siendo inaugurada ese mismo año. La finalidad de su construcción era atender las necesidades de producción de energía eléctrica de la Central Hidroeléctrica de Parnaíba. En 1928, con el crecimiento de la región metropolitana de São Paulo, Guarapiranga comenzó a servir como embalse para el suministro de agua potable. Ese mismo año, el embalse fue el lugar de llegada de los aviadores italianos que realizaron una de las primeras travesías aéreas del Atlántico Surː Francesco de Pinedo, Carlo del Prete y Vitale Zacchetti.
El objetivo de retener el agua estancada para el consumo de la ciudad intensificó el poder económico de la ciudad y concomitantemente trajo turismo a la región así como la instalación en sus orillas de grandes haciendas, estancias y clubes, principalmente extranjeros, atraídos por un clima similar al de Europa, con sus meses fríos de invierno y cálidos de primavera, con sus características lloviznas y nieblas que recuerdan a la niebla de Londres..
En 1912 se fundó cerca de la presa el Club Náutico de São Paulo, convirtiéndose en el primer club náutico en el embalse. A partir de las décadas de 1920 y 1930, un creciente interés por ocupar las orillas del embalse llevó al surgimiento de huertas pioneras que buscaban ofrecer a los paulistas una opción de ocio acuático. Así surgieron barrios con nombres como Interlagos, Veleiros, Riviera Paulista y Rio Bonito. Fue sede del torneo de Vela de los Juegos Panamericanos de 1963. Entre las décadas de 1980 y 1990, la ausencia de políticas claras de uso y ocupación del suelo por parte del gobierno del estado, en colaboración con el Ayuntamiento de São Paulo y los municipios vecinos, contribuyó a la creación de urbanizaciones clandestinas alrededor del embalse que crecieron de forma desordenada y vertieron aguas residuales sin tratar que provocó la aparición de algas y comprometió la calidad del manantial y del agua para abastecimiento humano, lo que obligó a la Compañía de Saneamento Básico del Estado de São Paulo (SABESP) a realizar fuertes inversiones en programas de potabilización del agua para minimizar el problema, que ya se encontraba en una fase grave.
En 2007, se inició un proyecto de revitalización de la orilla desarrollado por la Subprefectura de Capela do Socorro y el gobierno del estado. Las obras incluyeron un nuevo parque, un sendero panorámico alrededor de todo el embalse, una ciclovía y un paseo marítimo, así como un árbol de Navidad que fue inaugurado el 9 de diciembre del 2008.
En junio de 2008, se anunció el inicio de las obras de urbanización e infraestructura de cientos de favelas de la zona, mejorando la calidad de vida de los habitantes y preservando las fuentes de agua. En 2011, fue sede de la primera Mundialito de Clubes de Fútbol Playa. Actualmente se utiliza para abastecer de agua potable a la Región metropolitana de São Paulo a través de la Compañía de Saneamento Básico del Estado de São Paulo. Durante la crisis hídrica, el embalse de Guarapiranga fue utilizado para abastecer a cerca de seis millones de habitantes de la ciudad.

## Geografía
El embalse fue originalmente formado por el represamiento del río Guarapiranga. Sus principales afluentes son el río Embu-Guaçu y el río Embu-Mirim, además de otros arroyos menores abarcando áreas de los municipios de São Paulo, Itapecerica da Serra y Embu-Guaçu.
El parque tiene la importante función de proteger la producción de agua, minimizando la erosión y la sedimentación. Cuenta con césped, caminos y rincones, abrigados por una densa vegetación que desciende hasta las orillas del embalse, formada predominantemente por eucaliptos intercalados con pequeñas arboledas de especies de la mata atlántica, además de zonas ajardinadas. Destacan angico-vermelho, cabuçu, capororocas (Myrsine coriacea y M. umbellata), camboatás (Cupania oblongifolia, C. vernalis y C. zanthoxyloides), guaçatonga, mandioqueiro, passuaré, pau-brasil, pau-de-tucano, tamanqueiro y tapiá-guaçu. Se registraron 181 especies, 11 de ellas amenazadas, como copaiba, chichá y grumixama.

## Fauna
La fauna está compuesta por 92 especies, entre ellas 40 mariposas, un reptil (la lagartija theiú), dos mamíferos (la zarigüeya de orejas negras y el aguilucho lagunero) y 49 aves. En este grupo se incluye el pavo real, un importante dispersor de semillas que está amenazado de extinción. En cuanto a la belleza, destaca la bandeirinha, que tiene en su plumaje los colores de la bandera nacional, de ahí su nombre. El halcón de cola roja y el búho chico son algunas de las rapaces del parque. Se han avistado aves endémicas de la Mata Atlántica, como el periquito cabecirrojo, el pito enano, el pito verde, el pito pálido y el pichororé. Entre las mariposas, destacan las de alas grises transparentes y manchas anaranjadas.

## Turismo
A pesar de ser una región alejada del centro de la ciudad de São Paulo (suburbio), el embalse es uno de sus principales iconos naturales y es muy buscado para el ocio, debido a sus playas y parques, pesca amateur y deportes, especialmente vela, ya que el sitio alberga varios clubes de yachting en sus orillas. Se ha convertido en un centro de excursiones y salidas para los paulistas. A lo largo de los años, han surgido clubes náuticos y casas de vacaciones de fin de semana.
El embalse aún cuenta con varias islas, entre las que destacan la Isla de Eucalipto, la mayor de ellas, y la Ilha dos Amores, que, en diciembre de 2008, albergó un árbol de Navidad de 15 metros de altura con los colores de Brasil y una cortina de agua con salientes de más de 72 metros cuadrados  que forman parte del proyecto Natal Iluminado, organizado por el Alcaldía de São Paulo en colaboración con la Federación de Comercio del Estado de São Paulo (Fecomercio).

## Ocio
También hay cursos de windsurf, wakeboard y kitesurf, en los que los deportistas se desplazan sobre tablas. Además, los visitantes pueden pasear en barco y disfrutar de la infraestructura que ofrece el club, con piscina, una amplia zona de recreo y un snack bar. El Parque Ecológico Guarapiranga también cuenta con canchas polideportivas, campos de fútbol, un lago, una sala de juegos, senderos y un vivero del que provienen la mayoría de sus 379.000 plantones. También hay una diversidad de especies como aves, mamíferos y reptiles que habitan la zona.

## Parque Guarapiranga
Inaugurado en 1999, el Parque Guarapiranga cuenta con senderos, un merendero, zonas de barbacoa, dos campos de fútbol, un escenario para conciertos, un vivero con más de 379.000 plántulas de plantas, alrededor de 500 especies diferentes de animales y una pista de hormigón de 1,6 km que discurre sobre las aguas del embalse.  El parque cuenta con césped, caminos y recovecos formados por una vegetación muy densa que, a medida que se avanza, desciende hasta las orillas del embalse, conteniendo predominantemente eucaliptos intercalados con modestas arboledas de especies de mata atlántica..
El parque ocupa 28 kilómetros (7%) de los alrededores del embalse. Para los que buscan tranquilidad, el Salón Oval ofrece actividades para la tercera edad, como yoga, danza y gimnasia china. El espacio está gestionado por voluntarios. Para los niños, el Parque cuenta con una ludoteca, gestionada por la empresa Estrela. También hay un anfiteatro y una biblioteca con más de 8.000 piezas. Destaca también el Museo de la Basura, cuyo acervo reúne los más variados objetos encontrados en el fondo del embalse, desde latas de refrescos hasta sofás y frigoríficos.

## Suelo Sagrado de Guarapiranga
El "Suelo Sagrado de Guarapiranga" está situado en Parelheiros. Administrado por la Iglesia Mesiánica Mundial de Brasil, el lugar está abierto a toda la población y atrae treinta y cinco mil visitantes al mes,  tiene una vasta área de mata atlántica, y es un espacio para la meditación y la apreciación de la naturaleza. Tiene conexión con el embalse de Guarapiranga y alberga una gran variedad de jardines coloridos, una de cuyas puertas da acceso a las aguas del embalse.
El Campo Sagrado de Guarapiranga alberga un templo construido en forma de anillo y que contiene tres santuarios: el primero es el Santuario del Dios Supremo (el altar central), el segundo es el Santuario de Meishu-Sama (a la derecha) y el tercero es el Santuario de los Antepasados (a la izquierda). Hay un Centro Cultural que expone obras renovadas de diferentes artistas, salas polivalentes y audiovisuales. Este centro presenta las tradiciones japonesas con talleres de ikebana y ceremonia del té. Hay un día específico en el que se celebra un servicio de acción de gracias por las bendiciones recibidas al que acuden una media de 20.000 personas antes de ir al Campo Sagrado.

## Proyecto de la Costanera de Guarapiranga
El proyecto consiste en la construcción de 7 (siete) parques en las márgenes de la represa, así como una ciclovía de 10 (diez) kilómetros que los una y la sustitución de muros por barandas y pavimentos permeables.
La revitalización de la Represa de Guarapiranga se está llevando a cabo en colaboración con los departamentos municipales de Subprefecturas y Verde y Medio Ambiente, Subprefectura de Capela do Socorro, el Departamento de Saneamiento y Energía del Estado y el Banco Mundial.

### Parque Praia São Paulo
Situado a orillas del Represa de Guarapiranga, el Parque Praia São Paulo está orientado a la contemplación, el ocio y el deporte, ya que en sus 168.700 m² (ciento sesenta y ocho mil setecientos m²) de superficie cuenta con pistas de arena, parque infantil y de longevidad, ciclovías, zonas de plantación de árboles autóctonos, aseos y zona para bañistas en el embalse. Su primer tramo se llama Praia do Sol y tiene cerca de 18 km² y fue inaugurado por el entonces alcalde de São Paulo Gilberto Kassab y la entonces Secretaria de Estado de Saneamiento y Energía, Dilma Pena el 26 de julio de 2009.
Su fauna incluye alrededor de 50 especies de aves. La mayoría de ellas son acuáticas y al aire libre. Entre las acuáticas, hay cigüeñuelas dorsiblancas, cercetas salvajes, somormujos, gallinetas, cormoranes, garzas y zampullines. Entre las de las zonas abiertas, se encuentran el pico collar, el pico rojo, el sabiá, el caracará y el anu blanco.
Su flora incluye zonas ajardinadas, árboles en bulevares, zonas aisladas y céspedes, entre los que destacan la seafortia, el capixingui, la higuera-benjamina, el areca-bambú, la yuca, la copaiba, el pulpo, el falso caucho, la palma, el jazmín-mango, la maricá, el jerivá, la palmera y el granado.

### Parque da Barragem
En el parque se encuentra un monumento del italiano Otone Zorlini en honor a los "Héroes de la Travesía del Atlántico", en referencia a los italianos Carlo Del Prete, Francesco de Pinedo y Vitale Zachetti, responsables de la hazaña del aterrizaje del hidroavión Savoia-Marchetti S.55 "Santa Maria" en las aguas del embalse el 28 de febrero de 1927.<Webcore Interactive Solutions. «Monumentos de São Paulo». www.monumentos.art.br (en portugués de Brasil). Archivado desde el original el 30 de noviembre de 2018. Consultado el 1 de mayo de 2017.</ref>.
Su fauna incluye cerca de 25 especies de aves, entre ellas biguá, socós, irerê, pollos de agua, jaçanãs, zambullidor, ananaí, carão, curutiés y garzas. También hay dos especies de roedores, el ratón lagunero y la preá.
Su vegetación se compone de campos inundables, prados, avenidas de jerivás y árboles ralos, entre los que destacan pau-ferro, sibipiruna, aroeira-mansa, masas de cataia, salvínia, jerivá, pino-do-paraná, lechuga de agua, figueira-benjamim y gramíneas.
Sus 88.584 (ochenta y ocho mil quinientos ochenta y cuatro) metros cuadrados incluyen ciclovía, plaza, parque infantil y de longevidad, campo de fútbol, sede, pista de paseo, embarcadero y huerto escolar.
Actualmente cuenta con un proyecto de educación ambiental que consiste en concientizar sobre la preservación del parque y el medio ambiente local, transmitiendo conceptos e información ambiental a los usuarios del parque en diversas actividades que ofrece el parque. Entre las actividades se encuentran senderos, talleres, cursos y películas sobre el medio ambiente.

### Parque São José
Además de participar en el proyecto de revitalización del frente costero de la Represa de Guarapiranga, el parque también forma parte del Programa Operación Defensa del Agua, ya que tiene la función de proteger la desembocadura y las márgenes del arroyo homónimo, uno de los mayores aportadores de agua al embalse.
Su fauna incluye una rica variedad de aves acuáticas, entre ellas garzas, saracuras, socós, carboneros, biguás, mergulhões, marrecas silvestres, telha-mar, pernilongo-de-costas-brancas y espátulas, así como las especies gavião-caramujeiro y carão. También se pueden ver ardillas, ratas de pantano, sapos, titíes, carpinchos y ranas arborícolas.
Su área de 94.987 m² (noventa y cuatro mil novecientos ochenta y siete) se compone de bosques, céspedes y áreas ajardinadas, siendo los principales árboles cuvitinga, espatódea, aroeira-mansa, suinã, pitangueira, maricá y leucena. Sus infraestructuras incluyen pistas deportivas, senderos, un ciclovía, un parque infantil y de longevidad, rutas de senderismo, zonas de contemplación, un huerto, estanques y viveros.

### Parque Castelo
Inaugurado en 2008, el parque también forma parte del Programa Operação Defesa das Águas.
Su infraestructura de 103.337 (ciento tres mil trescientos treinta y siete) metros cuadrados ofrece un mirador para la contemplación, equipos de fitness de bajo impacto, aseos, fuentes de agua potable, un camino de tierra, un muelle, una cubierta flotante, una portería y un bosque con árboles nativos. Éstos pueden dividirse en tres categorías: campo inundable, vegetación acuática y bosque de eucaliptos con sotobosque. Entre ellos destacan la hierba bicho gigante, el jacinto de agua, el fruto de sabia, el pino de agua, el tapiá-guaçu, el mussambê y la crindiúva.
En cuanto a su fauna, cuenta con una gran variedad de especies, entre ellas dos mamíferos y 78 aves. Entre los mamíferos destacan los capibaras y las ratas de los pantanos. Entre las aves, las especies más vistas son originarias de la mata atlántica, como el pájaro carpintero enano, la tiriba de frente roja y la curruca pálida, además de loros, carão, irerês, caneleiras, ananaís, morenas, zampullines, cigüeñuelas, espátulas, garzas y saracuras.

### Parque 9 de Julho
El mayor parque de la ribera, sus 537.514 m² (quinientos treinta y siete mil quinientos catorce) incluyen zonas de juegos, senderos, caminos, puntos de pesca, una pista de aeromodelismo, paraciclos, aparatos de gimnasia de bajo impacto, trampas en el embalse, campos de fútbol, merenderos, verjas, fuentes, arbolado y áreas de descanso. 
Su vegetación está constituida por eucaliptos con sotobosque, capoerinha, campos antrópicos, vegetación acuática, céspedes, forestación reciente, bosques heterogéneos y campos inundables. Entre las especies, se destacan: cruz-de-malta, junquinho, aguapé-de-flecha, cuvitinga, enidra, maricá, erva-de-bicho, pinheirinho-d'água, sangra-d'água y pariparoba. 
Debido a la gran variedad de ambientes diferentes del parque, su fauna es muy rica. Hay 170 especies, incluyendo un reptil, catorce mamífeross, nueve anfibioss y 145 aves. Entre estas últimas se encuentran batuiruçus, águilas pescadoras, correlimos, cercetas salvajes, cormoranes, somormujos, garzas, saracuras, aves acuáticas, socós, chorlitos marinos, zancos dorsiblancos, canarios, colibríes, curicacas, añileros meridionales, urutau, curiango y tuju. Los principales anfibios son el silbón de campo, la rana perro y la rana verde. Entre los mamíferos están el carpincho, el murciélago, la presa, el ratón de los pantanos, el caxinguelês y el tití.

## Puntos de Interés
El embalse alberga diversos puntos de interés en sus orillas, como clubes, parques y restaurantes:
- Parque Municipal Nove de Julho
- Clube de Campo de São Paulo
- Estación de Bomberos de Salvamento Acuático
- Parque Praia do Sol
- Club Náutico de São Paulo (SPYC)
- Casa Paradiso
- Yacht Club Paulista
- Parque Ecológico Guarapiranga
- Marina Sylvestre G. Náutica y cursos
- Yacht Club Itaupú
- Tempo Wind & SUP Club
- Asociación Sampa Biker S
- Club Guaraci
- Guarapiranga Golf & Country Club
- Club Náutico Guarapiranga
- Suelo Sagrado Guarapiranga
- Club Náutico Santo Amaro (YCSA)
- Marina Atlântica
- Castelo Country Club
- 393º Grupo de Sea Scouts Legatis Régis- SP